# Maria Elend (Dietramszell)

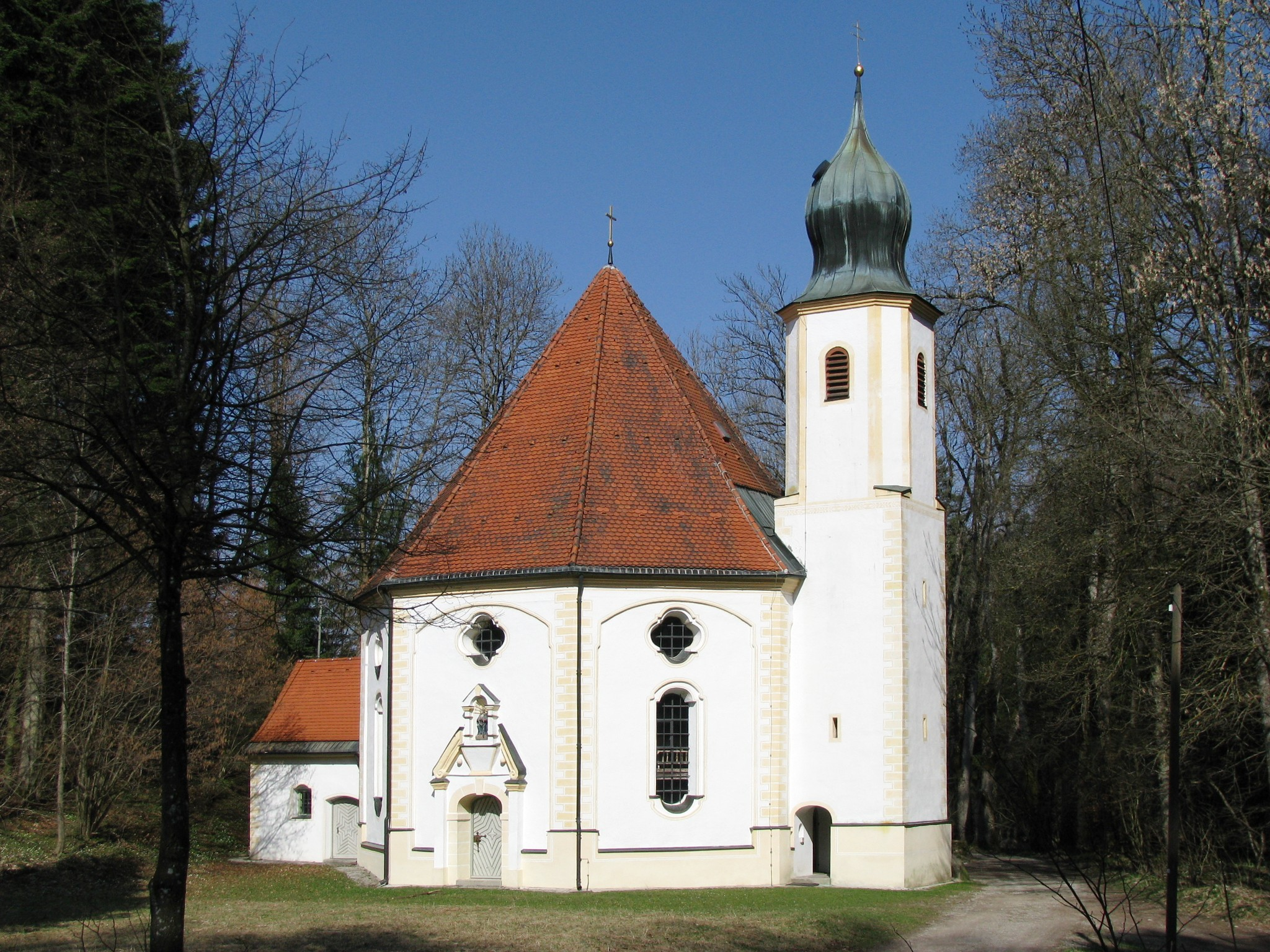
Südseite der Kirche

Die Wallfahrtskirche Maria Elend (auch Wallfahrtskirche Maria im Elend) ist eine kleine Kirche im Stil des Barock bei Dietramszell in Oberbayern. 
Sie liegt zusammen mit zerstreuten Gebäuden etwa einen Kilometer südlich und oberhalb des Ortes an der Flanke des Zeller Waldes auf 712 m Meereshöhe im gleichnamigen Gemeindeteil Maria-Elend. Sie ist den Sieben Schmerzen Mariens geweiht und gehört zum Pfarrverband Dietramszell.

## Beschreibung
Die Kirche besteht aus einem achteckigen Zentralbau mit angesetztem Turm unter dem sich der Eingang befindet. Der Hauptbau hat ein steiles Spitzdach, der Turm eine kupferne Zwiebelhaube. Im Westen befindet sich eine angesetzte Sakristei.

## Geschichte
Die Kirche wurde von 1687 bis 1690 am Rande einer Hofmark der Augustiner-Chorherren erbaut, deren Kloster sich seit 1098 in Dietramszell befand. Am 15. Juli 1690 wurde sie von Weihbischof Simon Judas Thaddäus Schmidt geweiht, den heutigen Namen bekam sie allerdings erst zu einem späteren Zeitpunkt. An der Stelle befand sich davor schon eine Kapelle, die wegen einer wachsenden Zahl von Besuchern vergrößert werden sollte und in der Abbildungen des leidenden Christus und der schmerzhaften Muttergottes zu sehen waren. Bereits um 1600 sollen Wallfahrten zu diesem Ort bestanden haben.
Eine Ortssage will wissen, dass die Entstehung der Kirche auf eine Errettung aus Not im Dreißigjährigen Krieg zurückgeht. Ein von einem bewaffneten Haufen Verfolgter rief die Mutter Gottes an und rettete sich in ein unerwartet gefundenes Erdloch. Außerdem sollen die beiden Figuren dieser Überlieferung zufolge vergraben gefunden worden sein. Zur Erinnerung befindet sich hinter dem Altar der Kirche bis heute eine Grube, in die sich bei den Wallfahrten Kranke kauerten, um Heilung zu suchen. Nach einem Unfall wurde die Grube zu einem nicht genau bekannten Zeitpunkt um die Mitte des 20. Jahrhunderts abgedeckt.
Propst Innozenz Deiserer ließ 1790/91 den Innenraum erneuern. 1964 wurde die Kirche renoviert.

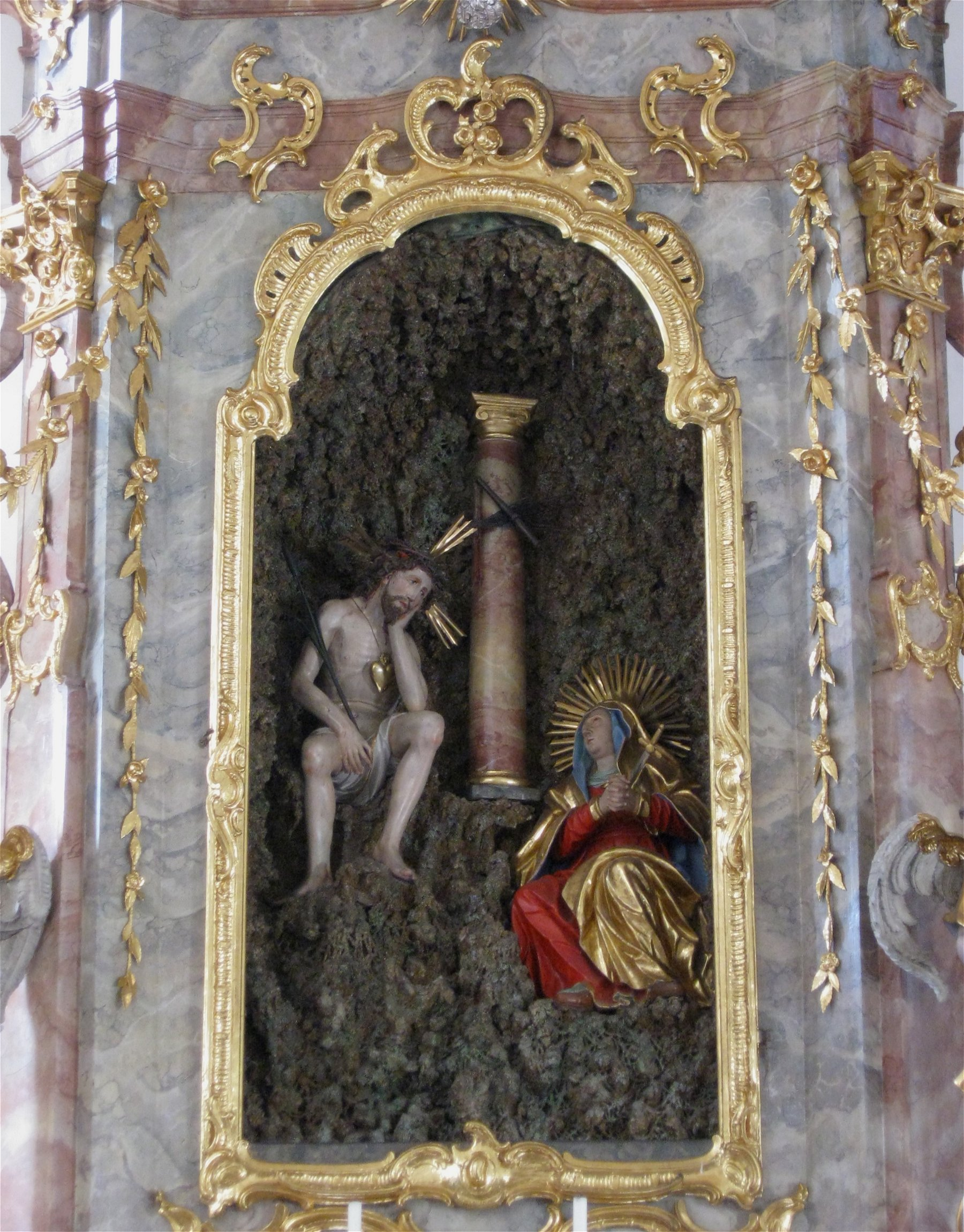
Altarbild

## Ausstattung
Das Altarbild zeigt in einer ungewöhnlichen Darstellung den gegeißelten Christus neben der Geißelsäule sitzend, den Kopf nachdenklich aufgestützt. Ihm gegenüber sitzt seine Mutter Maria, verschleiert und in Trauer mit gefalteten Händen.
Von Bedeutung ist ein Deckenfresko aus dem Jahr 1791 von Johann Sebastian Troger aus Weilheim. Es zeigt die Anbetung des leidenden Jesus und der Schmerzensmutter durch hilfesuchende Bauern, leidende Kranke und eine Prozession. In der Kirche hängen sehr viele Votivtafeln, die älteste ist aus dem Jahr 1607.

## Name
Zunächst mit Elend Kircherl bezeichnet, erhielt das Kirchlein 1827 den Namen Maria Elend. Das Wort „Elend“ erscheint im Althochdeutschen in den Formen alilandi, elelende, ellint, im Mittelhochdeutschen in der Form ellende und wird in der Bedeutung mit „Grenzland“, „fremdes Land“ oder auch „Verbannung“, „Gefangenschaft“ beschrieben. Dies könnte sich auf die Grenzlage der Kirche in der damaligen Hofmark bezogen haben, oder es kann religiös mit dem Fernsein der irdischen Existenz vom himmlischen Paradies gedeutet werden.

## Umgebung
Nur wenig entfernt von Maria Elend liegt ebenfalls in Waldrandlage der Waldweiher. Die Zufahrt zur Wallfahrtskirche ist dem allgemeinen Kraftfahrzeugverkehr nicht gestattet. Wanderer und Radfahrer kommen auf der Strecke von Dietramszell zum Kirchsee und nach Kloster Reutberg an der Kapelle vorbei.